# José Manglano Selva
José Manglano Selva Núñez de Haro y de Mergelina (València, 1909 - 1961) fou un militar i polític valencià, pare de José Luis i Carlos Manglano de Mas. Militar de carrera amb el grau de comandant d'artilleria i declarat monàrquic, milità a Renovación Española, i durant la guerra civil espanyola es va unir als sublevats.
Després del conflicte fou nomenat secretari local de la Falange Española, fou alcalde de València i procurador en Corts franquistes entre 1947 i juny de 1951, quan va dimitir. Fou el primer alcalde elegit sota el sistema franquista el 1948. Durant el seu mandat va patir els efectes de la riuada de 1949, que provocà la destrucció de 2.000 barraques i 41 morts (xifres oficials). També es va inaugurar el primer ferrocarril directe entre València i Madrid, s'inaugurà el pont de l'Àngel Custodi sobre el riu Túria i va fer enderrocar l'antiga ciutadella i l'església de Sant Bartomeu.